# Катедра за филозофију Филозофског факултета Универзитета у Источном Сарајеву
Катедра за филозофију Филозофског факултета Универзитета у Источном Сарајеву је насљедница Филозофског факултета из Сарајева, основаног 1950 године. Са радом почиње 1993. године, Одлуком Народне скупштине Републике Српске, док је Одсјек за филозофију и социологију покренут академске 2000/01. године.

## Историјат катедре
Од 2008/09. године Катедра је прерасла у Катедру за филозофију и Катедру за социолигију. Први шефови Катедре били су проф. др Спасоје Ћузулан, професор доктор Иван Коларић, проф. др Рајко Куљић и проф. др Мишо Кулић. Функцију шефа у садашњем мандату и даље обавља проф. др Мишо Кулић.  Први наставници и сарадници у сталном радном односу су били проф. др Сњежана Билбија, мр Вук Миљановић и проф. др Грујо Бјековић. Наставнички кадар који се такође веже за почетак рада Катедре чинили су проф. др Богољуб Шијаковић, доц. др Слађана Ђурић, проф. др Ристо Тубић, и проф. др Цвијетин Лукић.

## Наставни кадар
- проф. др Спасоје Ћузулан;
- проф. др Богољуб Шијаковић;
- доц. др Слађана Ђурић;
- проф. др Ристо Тубић;
- проф. др Цвијетин Лукић;
- проф. др Лазо Ристић;
- проф. др Ненад Кецмановић;
- проф. др Ратко Дунђеровић;
- проф. др Миланка Бабић;
- проф. др Јово Радош;
- проф. др Живан Лазовић;
- проф. др Иван Коларић;
- проф. др Митар Миљановић;
- проф. др Милимир Мучибабић;
- проф. др Лејла Васић;
- проф. др Раде Попадић;
- проф. др Момир Зековић;
- проф. др Саво Лаушевић;
- проф. др Сњежана Билбија;
- проф. др Драгољуб Величковић;
- проф. др Борис Брајовић;
- проф. др Ева Камерер;
- проф. др Желимир  Вукашиновић;
- проф. др Владимир Милисављевић ;
- проф. др Мишо Кулић;
- проф. др Аурел Божин;
- проф. др Димитрије Калезић;
- проф. др Максим Васиљевић;
- проф. др Бранко Баљ;
- проф. др Јасна Барјактаревић;
- проф. др Јасна Богдановић;
- доц. др Сања Опсеница;
- проф. др Радомир Чолаковић;
- проф. др Златко Павловић;
- мр Вук Миљановић, виши асистент;
- мр Стојан Шљука, виши асистент;
- мр Данијела Богдановић;
- мр Миљан Попић;
- мр Биљана Грачанин;
- мср Огњен Кандић

## Шеф катедре
- проф. др Мишо Кулић

## Секретар
- мр Биљана Балта